# Sideridis evidens
Sideridis evidens là một loài bướm đêm trong họ Noctuidae.